# Microcotyle aigoi
Espèce
Microcotyle aigoi est une espèce de monogènes de la famille des Microcotylidae qui est parasite des branchies d'un poisson marin.

## Systématique
L'espèce Microcotyle aigoi a été initialement décrite en 1938 par les parasitologues japonais Nobutarō Ishii (d) et Toshisada Sawada (d) sous la graphie Microcotyla aigoi.
Pour le WoRMS c'est bien la date de 1938 qui est à retenir dès lors que d'autres sources tiennent compte de la publication rédigée en japonais en 1937.

## Étymologie
Son épithète spécifique, aigo, reprend le nom vernaculaire japonais du poisson infesté.

## Morphologie
Microcotyle aigoi a une longueur de 2,0-3,7 mm et une largeur de 0,2-0,4 mm et présente la morphologie générale de toutes les espèces de Microcotyle, avec un corps plat, comprenant une partie antérieure qui contient la plupart des organes et une partie postérieure appelée le hapteur. Le hapteur est symétrique et porte un certain nombre de pinces, disposées en deux rangées, une de chaque côté. Les pinces du hapteur permettent l'attachement de l'animal à la branchie du poisson. Il y a également deux petites ventouses buccales à l'extrémité antérieure. Les organes digestifs comprennent une bouche, antérieure et terminale, un pharynx musculaire et un intestin postérieur avec deux branches latérales qui sont aveugles ; il n'y a pas d'anus. Chaque adulte est hermaphrodite et possède des organes reproducteurs mâles et femelles. Les organes reproducteurs comprennent un atrium génital antérieur, avec des épines, un vagin dorsal, un seul ovaire et plusieurs testicules postérieurs à l'ovaire.

## Hôtes et localités

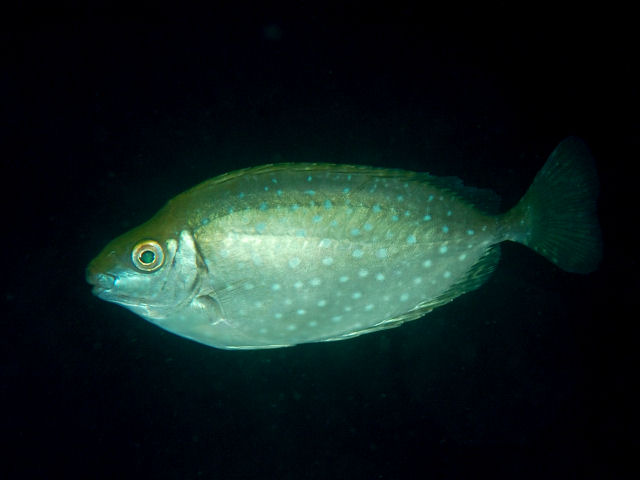
Siganus fuscescens ou "Aigo" est l'hôte de Microcotyle aigoi

L'hôte-type est Siganus fuscescens (un poisson de la famille des Siganidae) et la localité type est située au large du Japon,.

## Publication originale
- (en) Nobutaro Ishii et Toshisada Sawada, « Studies on the ectoparasitic trematodes », Livro jubilar do professor Lauro Travassos editado para comemorar o 25 anniversario de suas actividades scientificas, Rio de Janeiro, Inconnu,‎ 1938, p. 231-243 (lire en ligne).